# 西元文平
西元 文平（にしもと ぶんぺい、1917年8月28日-2008年2月29日 ）は、日本の経営者。日立建機社長、会長を務めた。

## 来歴・人物
鹿児島県出身。1938年に長崎高等商業学校を卒業し、同年に日立製作所に入社。
1970年11月に日立建機常務に就任し、1979年6月に専務を経て、1981年6月に社長に就任。1987年6月に会長に就任し、1991年6月に相談役を経て、1997年6月から名誉相談役を務めた。
2008年2月29日肺胞出血のために死去。90歳没。